# Pliage à chaud du bois
Pour les articles homonymes, voir Pliage (homonymie).

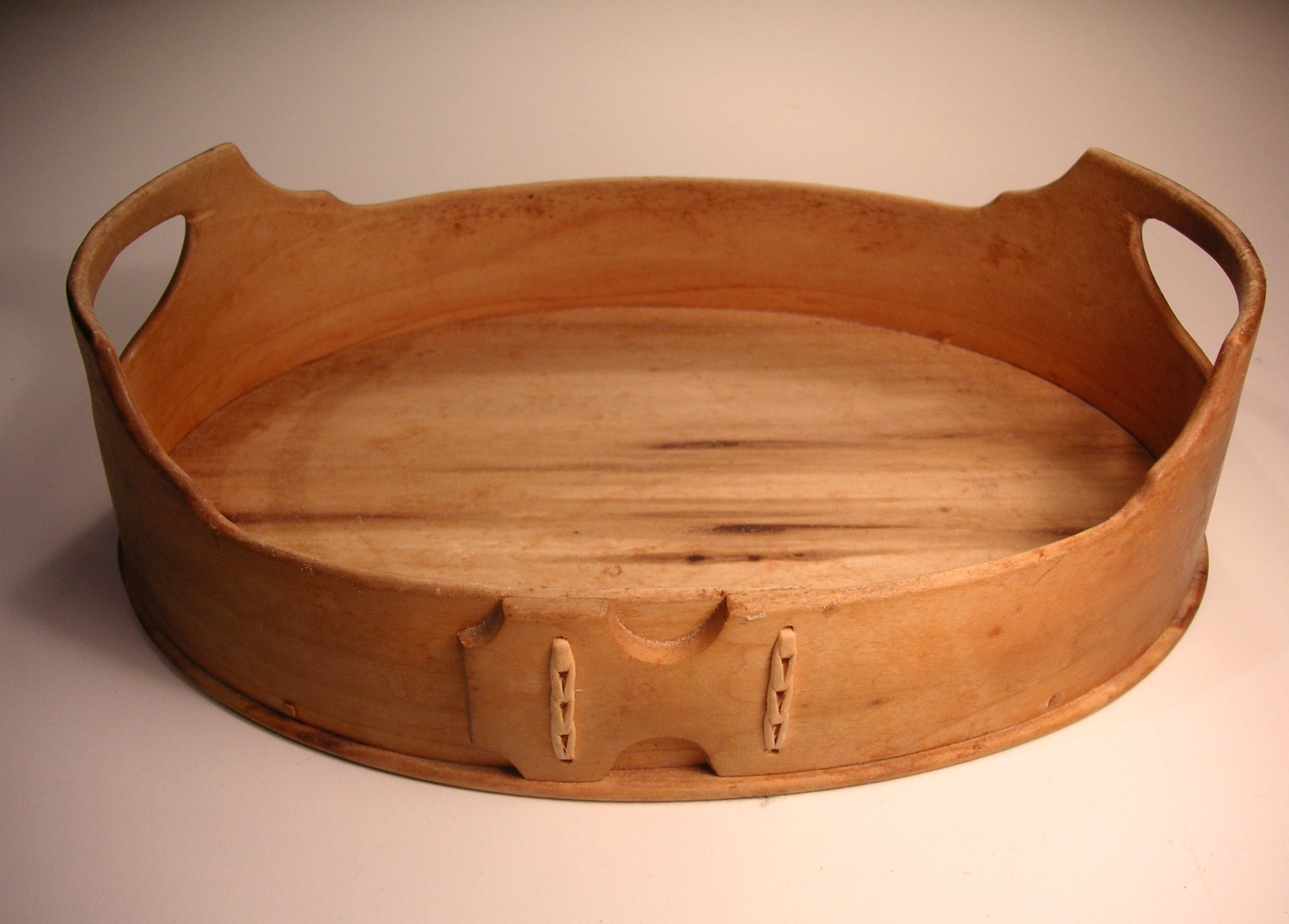
Corbeille à pain conçue à l'aide de la technique du pliage à chaud.

Le pliage à chaud du bois est un procédé de façonnage du bois consistant à plier de fines feuilles de bois humides au moyen d'un fer à cintrer. En plaçant la feuille de bois dans l'eau, l'humidité et la chaleur du fer à cintrer déforment la structure du bois, modifiant les fibres au point qu'elles ne reviennent à l'état initial. Ce procédé est généralement utilisé pour la fabrication de côtés ou « éclisses » de violons, guitares, mandolines et autres projets ainsi que pour le travail du bois, comme les boîtes à ranger shaker.
Les bois feuillus utilisés sont le chêne, l’érable, le cerisier, le bouleau, le noyer, le frêne et le peuplier. Les résineux sont le pin, le sapin, l'épinette, la pruche, le cèdre et le séquoia.

## Matériel
Les fers à plier étant plus souvent chauffés électriquement, il est facile de contrôler leur chaleur pour éviter de surchauffer la pièce ou l'altérer. Le fer peut être acheté dans différentes formes et tailles pour mieux répondre aux besoins de l'opérateur. Certaines formes comprennent larmes, ronds et ovales. 
Un moule en métal, placé à l'arrière du bois lors du pliage à chaud peut aider à garantir que tous les plis et toutes les courbes sont réalisés conformément aux exigences du projet. L'acier ou le fer sont généralement évités, car le fer peut réagir avec le bois humide pour produire des taches de rouille, ou certains bois riches en tanins tels que le chêne ou le châtaignier fournissent des tannates de fer bleu-noir indélébiles. 

## Technique
La dureté du bois détermine le temps d'immersion : plus le bois est dur, plus il faut de temps pour le tremper complètement, ce qui facilite le pliage et empêche le bois de reprendre sa forme. 
Après avoir plié le bois à la chaleur, le serrer dans un moule solide renforce les plis pendant le séchage du bois, en empêchant le bois de se redresser pendant ce temps. 

## Voir également
- Cintrage à la vapeur du bois